# Шахрайство
Шахрайство — заволодіння чужим майном або придбання права на майно шляхом обману чи зловживання довірою. Належить до кримінально караних діянь, відповідальність за які в Україні передбачена Кримінальним кодексом.
Особливістю шахрайства є те, що воно може бути вчинено як стосовно майна, так і стосовно права на таке майно. Шахрайство завжди повинно містити в собі прямий умисел на заподіяння саме шахрайства, а також мати корисливі мотиви вчинення.

## Виявлення
Виявлення шахрайських дій у великих масштабах можна здійснювати поєднуючи збирання великих масивів фінансових даних з передбачувальною або розслідувальною аналітикою, використовуючи електронні дані для того, щоб прослідкувати за фінансовим шахрайством.
Використання комп'ютерних аналітичних методів зокрема дозволяє витягати на поверхню помилки, аномалії, неефективності, нерівномірності та перекоси, часто спричинені тим що шахраї надають перевагу певним сумам, щоб непомітно пройти крізь пороги контролю. До високорівневих перевірок належать критерії пов'язані з законом Бенфорда та описові статистики. Після високорівневих перевірок завжди проводять більш деталізовані тести, щоб знайти малі вибірки дуже незвичних транзакцій. Часто щоб виявити шахрайство та інші аномалії також використовуються відомі методи кореляції та аналізу часових рядів.

## Види шахрайств
- Кардинг
- Лялька (шахрайство)
- Шахрайство з допомогою служб знайомств
- Гра в наперстки
- Шахрайство з надомною роботою
- Деякі вважають порушення на виборах шахрайством, але це не правильно, адже обов'язково повинна існувати мета заволодіти чужим майном.

### У торгівлі
- Обрахунок
- Обважування

### У фінансах
- Фінансова піраміда — це організація, членство в якій набувається за умови внесення певних платежів, внесків чи іншої оплати та дозволяє отримувати прибуток членам організації в залежності від кількості залучених ними учасників.
- Фальшиві авізо

### У будівництві
Існують кілька видів шахрайства у сфері будівництва…

### У стільниковому зв'язку
- Короткий номер
- Фрод

### У мережі Інтернет
- Фішинг — вид шахрайства, метою якого є виманювання у довірливих або неуважних користувачів мережі персональних даних клієнтів онлайнових аукціонів, сервісів з переказування або обміну валюти, інтернет-магазинів.
- Вішинг
- Фармінг
- Клікфрод — вид шахрайства у мережі, що являє собою обманні клацання на рекламне посилання особою, не зацікавленою у рекламному оголошенні.
- Чарівний гаманець
- Чит в онлайн іграх
- Нігерійські листи